# Manifeste des 101

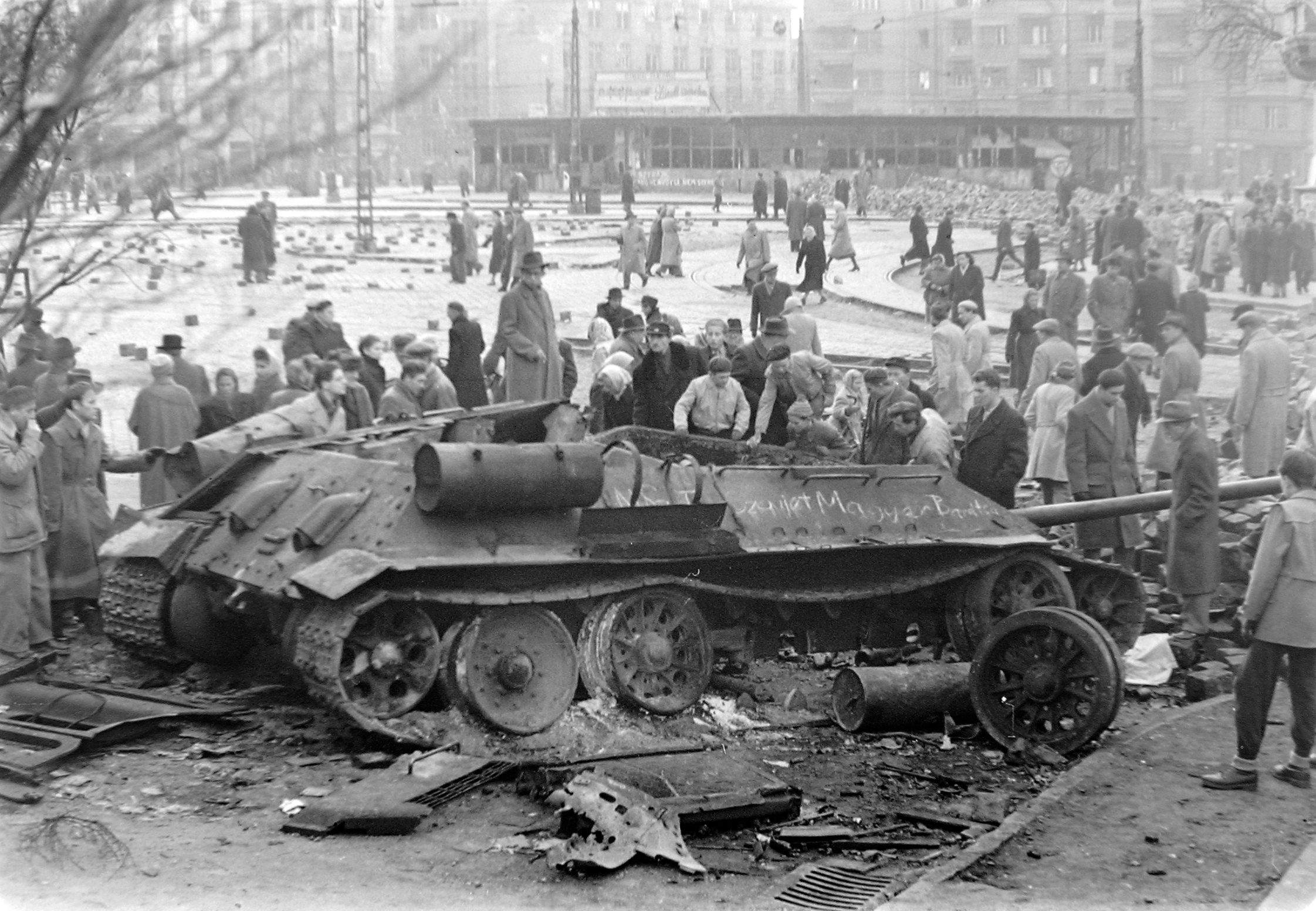
Insurgés hongrois examinant un char soviétique détruit.

Le manifeste des 101 (en italien Manifesto dei 101) est le nom par lequel est généralement désigné certain document, qui, achevé de rédiger le 29 octobre 1956, peu de jours après le début de l'insurrection hongroise, fut signé par un grand nombre d'intellectuels italiens influents, sympathisants ou inscrits du Parti communiste italien (PCI). Dans l'après-midi du même jour, le document fut porté par deux des signataires au quotidien L'Unità, l'organe officiel du parti, mais ne fut pas publié; peu après, l'agence de presse ANSA accepta pour sa part de le diffuser dans son intégralité.
Le document, critique à propos de l'intervention soviétique en Hongrie, visait seulement, dans l'esprit de ceux qui y avaient souscrit, à faire s'engager à l'intérieur du parti une discussion au sujet des événements qui se déroulaient dans ce pays ; en particulier, les signataires souhaitaient que fût révisé le jugement négatif émis par les instances dirigeantes sur la nature de la révolte, interprétée par celles-ci comme une « contre-révolution des forces réactionnaires », regrettaient que le PCI n'eût pas encore jusque-là prononcé une condamnation ouverte et cohérente du stalinisme, et déploraient l'intervention soviétique en tant qu'elle violait le « principe d'autonomie des États socialistes ». Plus précisément, le manifeste formulait les demandes suivantes :

1) les partis communistes doivent se mettre à la tête du mouvement populaire en vue d'entreprendre un processus de rénovation ;

2) les événements survenus en Pologne et en Hongrie doivent servir de point d'assise pour une critique précise du stalinisme, lequel se fonde, est-il dit, sur une attitude de coercition vis-à-vis des masses, sur l'abandon de l'esprit de liberté qui sous-tend la pensée véritable des fondateurs du socialisme, et sur l'instauration, entre peuple, parti communiste et État, de rapports non d'égalité, mais de subordination et d'ingérence ;

3) il y a lieu de s'abstenir de calomnier la classe ouvrière hongroise en qualifiant sa juste révolte de putsch contre-révolutionnaire.
Le manifeste fut signé par des hommes politiques, des philosophes, des personnes du monde des arts et de la culture, des historiens, des juristes, des universitaires etc. On relève en particulier les noms de Carlo Muscetta, qui en rédigea la première version, Natalino Sapegno, Renzo De Felice, Lucio Colletti, qui en corrigea les épreuves, Alberto Asor Rosa, Enzo Siciliano, Vezio Crisafulli, Antonio Maccanico. L'un de ses promoteurs, Antonio Giolitti, petit-fils de l'illustre homme d'État Giovanni Giolitti, jugea ensuite, en tant que député du parti, opportun de ne pas le signer, quoiqu'il en partageât les idées. 
L'initiative des intellectuels fut fortement contrecarrée par la direction du PCI. Si quelques-uns des signataires rompirent définitivement leurs liens avec le parti, quatorze autres sur les 101 – soit spontanément, soit sur les instances pressantes du parti – se rétractèrent le soir même, au motif « qu'un document destiné au débat interne du parti », ainsi qu'eux avaient considéré le manifeste, s'était retrouvé, quelques heures seulement plus tard, en possession « d'une agence d'information bourgeoise » et que donc leur confiance avait été trahie ; c'étaient, entre autres, le metteur en scène de cinéma Elio Petri, l'historien Paolo Spriano, le peintre Lorenzo Vespignani, l'architecte Carlo Aymonino et l'écrivain Mario Socrate,.
Le manifeste des 101 s'inscrit dans une période, l'année 1956, particulièrement difficile pour le mouvement communiste international, qui vit se dérouler en une rapide succession une série d'événements qui donnèrent lieu à doutes, polémiques et déchirements entre militants. D'abord, en février, lors du XXe Congrès du Parti communiste soviétique, le premier secrétaire Nikita Khrouchtchev avait dénoncé les Grandes Purges du régime stalinien. Le rapport secret, diffusé le mois suivant, causa un profond désarroi dans la base du PC italien, qui durant des décennies avait vu dans la figure du dictateur géorgien le guide indiscuté des forces progressistes. Puis, fin juin, à Poznań, les ouvriers polonais s'étaient insurgés contre le régime appuyé par les soviétiques. Enfin, au mois d'octobre, la révolution hongroise et l'intervention armée consécutive des troupes soviétiques plongèrent les communistes italiens dans une crise plus profonde encore. Le manifeste des 101 tenta de donner corps et voix aux émotions et interrogations que ces événements avaient provoquées.